# Хельт, Йон
Йон Хельт (дат. John Helt; род. 29 декабря 1959, Вирум, Копенгаген) — датский футболист, выступавший на позиции полузащитника. Участник чемпионата Европы 1988 года в составе национальной сборной Дании.

## Клубная карьера
Хельт начал свою футбольную карьеру в клубе «Люнгбю». В 1980 году дебютировал в чемпионате Дании и был основным игроком команды с момента своего дебюта. В 1981 году в составе «Люнгбю» стал вице-чемпионом Дании, а в 1983 году впервые стал чемпионом страны. В свою очередь, в 1984 году он выиграл Кубок Дании. После этого успеха он уехал в копенгагенский клуб «Брондбю» и в 1985 году стал вместе с ним чемпионом Дании, а в 1986 году клуб финишировал на 2 месте в турнирной таблице.
В 1986 году Хельт стал футболистом французского футбольного клуба «Сошо». Он сыграл в его составе 18 игр, но клуб занял 18-е место и вылетел во второй дивизион.
После вылета «Сошо» Хельт вернулся в «Люнгбю». В 1990 году вместе с ним выиграл национальный кубок. В 1991 году он стал вице-чемпионом страны, а в 1992 году завоевал чемпионство, после чего завершил карьеру.

## Карьера в сборной
Хельт дебютировал в составе сборной Дании 1 сентября 1982 года в товарищеском матче против Румынии (0:1). В 1988 году тренер Зепп Пионтек вызвал его в сборную на чемпионат Европы. На этом турнире Йон принял участие в одном матче против Испании (2:3). С 1982 по 1990 год он сыграл 39 матчей за национальную сборную.

## После футбола
После завершения карьеры работал в коммерческом лизинге и строительной компании, был заместителем директора крупнейшего издательства в Дании Politikens Lokalaviser. С 1995 по 1999 год был директором Датской волейбольной ассоциации. В апреле 2012 года был назначен главой департамента элитного развития Датского футбольного союза, однако в сентябре 2014 года покинул пост

## Статистика

### Матчи Хельта за сборную Дании
| Матчи Хельта за сборную Дании | Матчи Хельта за сборную Дании | Матчи Хельта за сборную Дании | Матчи Хельта за сборную Дании | Матчи Хельта за сборную Дании | Матчи Хельта за сборную Дании |
| ----------------------------- | ----------------------------- | ----------------------------- | ----------------------------- | ----------------------------- | ----------------------------- |
| №                             | Дата                          | Соперник                      | Счёт                          | Голы Хельта                   | Соревнование                  |
| 1                             | 1 сентября 1982               | Румыния                       | 0:1                           | —                             | Товарищеский матч             |
| 2                             | 22 июня 1983                  | Финляндия                     | 3:0                           | —                             | Олимпийские игры 1984 (отбор) |
| 3                             | 17 августа 1983               | Норвегия                      | 1:1                           | —                             | Олимпийские игры 1984 (отбор) |
| 4                             | 24 августа 1983               | Финляндия                     | 0:0                           | —                             | Олимпийские игры 1984 (отбор) |
| 5                             | 7 сентября 1983               | Франция                       | 3:1                           | —                             | Товарищеский матч             |
| 6                             | 5 октября 1983                | Польша                        | 0:1                           | —                             | Олимпийские игры 1984 (отбор) |
| 7                             | 18 апреля 1984                | ГДР                           | 0:4                           | —                             | Олимпийские игры 1984 (отбор) |
| 8                             | 22 апреля 1984                | Польша                        | 0:0                           | —                             | Олимпийские игры 1984 (отбор) |
| 9                             | 27 января 1985                | Гондурас                      | 0:1                           | —                             | Товарищеский матч             |
| 10                            | 3 сентября 1987               | Румыния                       | 2:1                           | —                             | Олимпийские игры 1988 (отбор) |
| 11                            | 28 октября 1987               | Польша                        | 2:0                           | —                             | Олимпийские игры 1988 (отбор) |
| 12                            | 18 ноября 1987                | ФРГ                           | 0:1                           | —                             | Олимпийские игры 1988 (отбор) |
| 13                            | 30 марта 1988                 | ФРГ                           | 1:1                           | —                             | Олимпийские игры 1988 (отбор) |
| 14                            | 20 апреля 1988                | Греция                        | 4:0                           | —                             | Олимпийские игры 1988 (отбор) |
| 15                            | 27 апреля 1988                | Австрия                       | 0:1                           | —                             | Товарищеский матч             |
| 16                            | 10 мая 1988                   | Венгрия                       | 2:2                           | —                             | Товарищеский матч             |
| 17                            | 18 мая 1988                   | Польша                        | 3:0                           | —                             | Олимпийские игры 1988 (отбор) |
| 18                            | 1 июня 1988                   | Чехословакия                  | 0:1                           | —                             | Товарищеский матч             |
| 19                            | 5 июня 1988                   | Бельгия                       | 3:1                           | —                             | Товарищеский матч             |
| 20                            | 11 июня 1988                  | Испания                       | 2:3                           | —                             | Чемпионат Европы 1988         |
| 21                            | 31 августа 1988               | Швеция                        | 2:1                           | —                             | Товарищеский матч             |
| 22                            | 14 сентября 1988              | Англия                        | 0:1                           | —                             | Товарищеский матч             |
| 23                            | 28 сентября 1988              | Исландия                      | 1:0                           | —                             | Товарищеский матч             |
| 24                            | 19 октября 1988               | Греция                        | 1:1                           | —                             | Чемпионат мира 1990 (отбор)   |
| 25                            | 2 ноября 1988                 | Болгария                      | 1:1                           | —                             | Чемпионат мира 1990 (отбор)   |
| 26                            | 8 февраля 1989                | Мальта                        | 2:0                           | —                             | Товарищеский матч             |
| 27                            | 12 февраля 1989               | Алжир                         | 0:0                           | —                             | Товарищеский матч             |
| 28                            | 22 февраля 1989               | Италия                        | 0:1                           | —                             | Товарищеский матч             |
| 29                            | 12 апреля 1989                | Канада                        | 2:0                           | —                             | Товарищеский матч             |
| 30                            | 26 апреля 1989                | Болгария                      | 2:0                           | —                             | Чемпионат мира 1990 (отбор)   |
| 31                            | 7 июня 1989                   | Англия                        | 1:1                           | —                             | Товарищеский матч             |
| 32                            | 14 июня 1989                  | Швеция                        | 6:0                           | —                             | Товарищеский матч             |
| 33                            | 18 июня 1989                  | Бразилия                      | 4:0                           | —                             | Товарищеский матч             |
| 34                            | 23 августа 1989               | Бельгия                       | 0:3                           | —                             | Товарищеский матч             |
| 35                            | 6 сентября 1989               | Нидерланды                    | 2:2                           | —                             | Товарищеский матч             |
| 36                            | 5 февраля 1990                | ОАЭ                           | 1:1                           | —                             | Товарищеский матч             |
| 37                            | 14 февраля 1990               | Египет                        | 0:0                           | —                             | Товарищеский матч             |
| 38                            | 11 апреля 1990                | Турция                        | 1:0                           | —                             | Товарищеский матч             |
| 39                            | 17 октября 1990               | Северная Ирландия             | 1:1                           | —                             | Чемпионат Европы 1992 (отбор) |

Итого: 39 матчей / 0 голов; 15 побед, 13 ничьих, 11 поражений.

## Достижения
Люнгбю
- Чемпион Дании (2): 1983, 1991/1992
- Обладатель Кубка Дании (2): 1984, 1990

Брондбю
- Чемпион Дании: 1985